# Angriff auf das Cricketteam Sri Lankas in Lahore

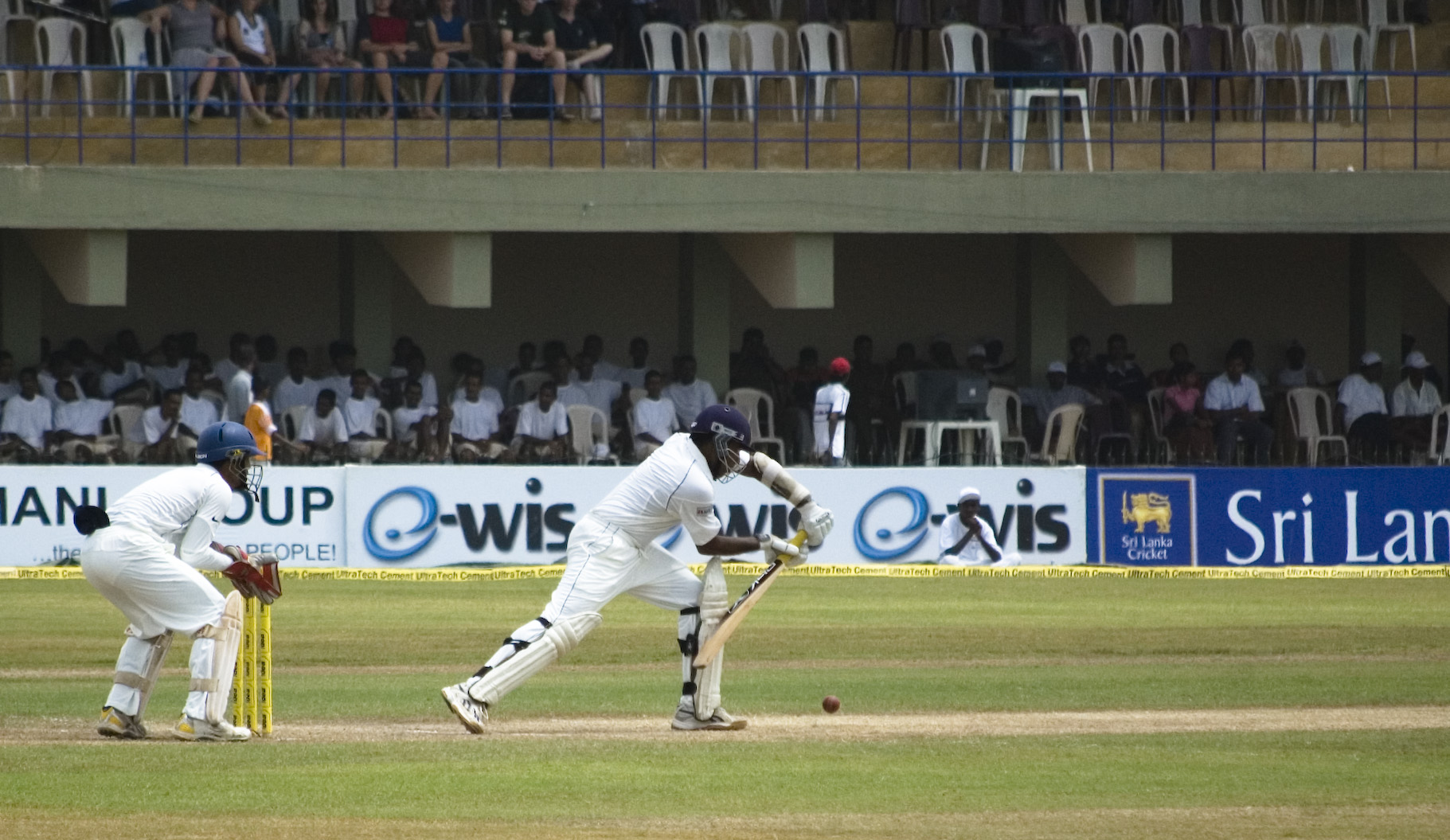
Der sri-lankische Kapitän Mahela Jayawardene (rechts)

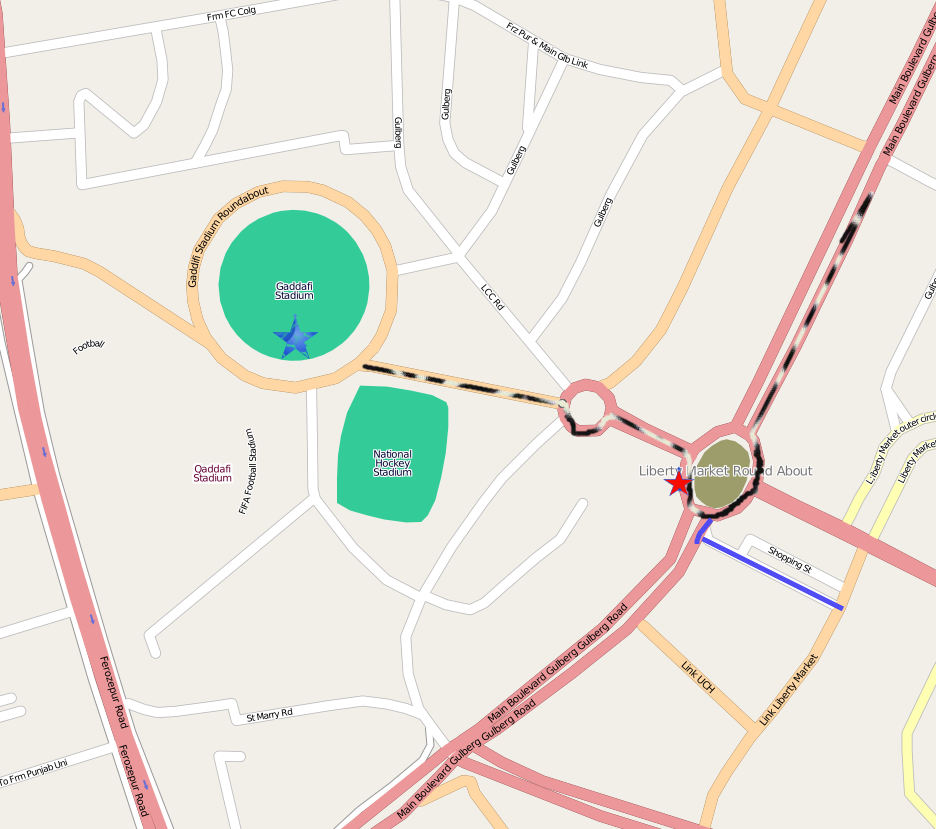
Fahrtroute zum Stadion schwarz-weiß, Fluchtweg der Angreifer blau eingezeichnet

Bei einem Länderspiel der Test-Serie in der pakistanischen Stadt Lahore ereignete sich am 3. März 2009 ein bewaffneter Angriff auf das Cricketteam von Sri Lanka.

## Ablauf
Zwölf Bewaffnete nahmen die beiden Busse des Teams aus Sri Lanka, das auf dem Weg zum dritten Spieltag gegen die pakistanische Cricket-Nationalmannschaft war, unter Beschuss und verletzten dabei zwei Spieler, sechs Polizisten und töteten einen unbeteiligten Zivilisten. Insgesamt gab es 10 weitere Verletzte. Der Angriff erfolgte in der Nähe des Stadtzentrums am Liberty-Square (Freiheitsplatz).
Der Angriff misslang unter anderem wegen der Reaktion der Busfahrer, im ersten Bus Mehar Mohammad Khalil, sofort durchzustarten und direkt bis ins 500 m entfernte Stadion zu fahren. Dort wurden die Spieler medizinisch erstversorgt und mit Hubschraubern ausgeflogen. Lahores Polizeichef Haji Habibur Rehman sagte, bei den Angreifern habe es sich um „gut ausgebildete Terroristen“ gehandelt, die mit Raketenwerfern, Handgranaten und Maschinengewehren ausgerüstet gewesen seien. Den Tätern gelang unerkannt die Flucht.

## Hintergrund
Cricket kann in den Ländern des indischen Subkontinents als das wichtigste Nationalspiel betrachtet werden. Deshalb kommt der Tat ein sehr hoher Symbolwert zu. Ein krimineller oder terroristischer Angriff auf Spieler, Spielorte oder Teams löst dadurch stärkere emotionale Betroffenheit in der Öffentlichkeit aus als zum Beispiel ein Angriff auf Bankgebäude oder Militäreinheiten. Seit dem Anschlag auf die israelische Mannschaft bei den Olympischen Sommerspielen 1972 (siehe Geiselnahme von München) wurde damit erstmals wieder ein Nationalteam Ziel eines direkten bewaffneten Angriffs.
Das größte Stadion Pakistans wurde 1959 als „Lahore Stadium“ eröffnet, 1974 nach Libyens Staatsoberhaupt Gaddafi umbenannt und war wiederholt Schauplatz von World-Cup-Spielen, zuletzt 1987 und 1996. Es bietet Plätze für 60.000 Zuschauer.

## Folgen
Aus Angst vor Terroranschlägen haben ausländische Mannschaften zuvor bereits Spiele in Pakistan abgesagt, zuletzt die indische Nationalmannschaft. 2002 wurden nach einer Anschlagserie gegen Busse in Karachi die Spiele mit Neuseeland abgesagt.
In den Kommentaren werden bei den Vermutungen über die Täter Verbindungen zu den Anschlägen am 26. November 2008 in Mumbai und den Tamil Tigers gezogen.
Pakistan sollte den Cricket World Cup 2011 mit austragen. Wegen des Anschlages wurde dies jedoch abgesagt.
Bei einem Drohnenangriff der US-Streitkräfte in der Provinz Paktia wurde der Al-Qaida-Terrorist Qari Yasin am 19. März 2017 getötet. Nach US-Angaben soll er für den Bombenanschlag auf das Marriott-Hotel in Islamabad 2008 und den Angriff auf das Cricketteam Sri Lankas in Lahore 2009 verantwortlich gewesen sein.